# 鞍野郎

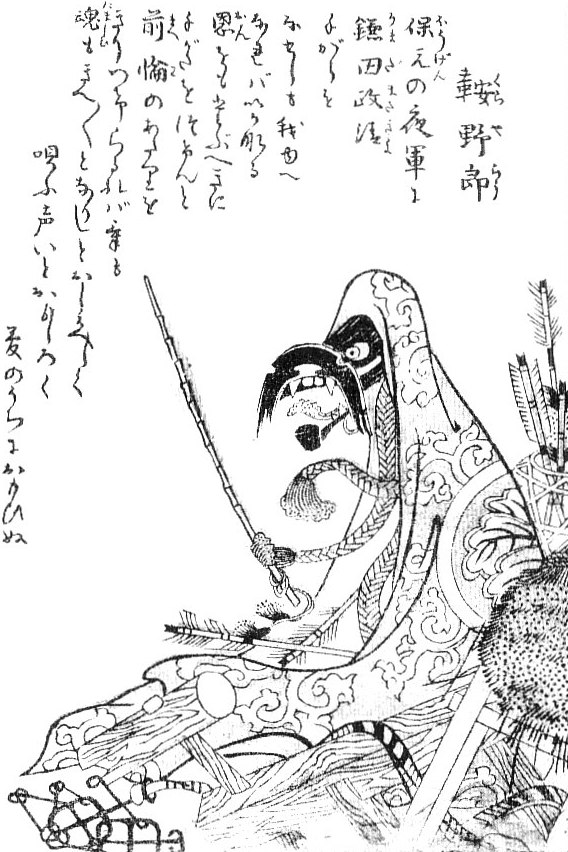
鳥山石燕『百器徒然袋』より「鞍野郎」

鞍野郎（くらやろう）は、鳥山石燕による江戸時代の妖怪画集『百器徒然袋』にある日本の妖怪。

## 概要
鞍（くら、馬具のひとつ）の妖怪であり、鞍に牙と目が生えた形で、紐状の手には鞭を持っている。『百器徒然袋』での解説文には、
とあり、策略によって主君共々殺害された源氏の家臣・鎌田政清（かまた まさきよ）が使用していた馬の鞍が変化して生まれた妖怪であると考えられている。また、石燕は鐙口とおなじ見開きに鞍野郎を描いており、この2体は『徒然草』に鞍など馬具について注意しろとする内容（186段）が登場することをモチーフにして創作されているとも考えられている。